# Кочкарка (приток Кири)
Кочкарка — река в России, протекает в Чувашской Республике. Левый приток реки Киря.

## География
Река Кочкарка берёт начало в лесах к югу от посёлка Красноглухово. Течёт в северном направлении. Устье реки находится в 49 км от устья Кири. Длина реки составляет 12 км.

## Данные водного реестра
По данным государственного водного реестра России относится к Верхневолжскому бассейновому округу, водохозяйственный участок реки — Сура от устья реки Алатырь и до устья, речной подбассейн реки — Сура. Речной бассейн реки — (Верхняя) Волга до Куйбышевского водохранилища (без бассейна Оки).